# Will Voigt
Will Voigt, né en 1976, dans le Vermont, est un entraîneur de basket-ball américain. 

## Palmarès
- Champion d'Afrique 2015